# Biosemiotik
Biosemiotik (βίος bios, græsk: liv; σημειον, semeion, græsk mærke eller tegn) er studiet af den levende naturs processer og systemer ud fra et tegnteoretisk (semiotisk) perspektiv. Det er et voksende felt, som studerer produktion, virkning og tolkning af tegn i det fysiske og biologiske område i et forsøg på at integrere fundene inden for videnskabelig biologi og semiotik for at danne et nyt syn på liv og mening som iboende egenskaber i den naturlige verden.
Biosemiotikken bygger på en integration af Charles Sanders Peirces og Thomas Sebeok's semiotiske teorier, og moderne biologisk viden. Desuden benyttes den tysk-estiske biolog Jakob von Uexkülls ideer om hvordan biologiske organismer reagerer på internaliserede sindsbilleder af deres omgivelser, og Gregory Batesons teorier om kybernetiske netværk som et semiotisk system der forener det såkaldt "naturlige" med det såkaldt "kulturelle". Den danske biolog og semiotiker Jesper Hoffmeyer er en fremtrædende skikkelse inden for biosemiotikkens udvikling.